# Demokratische Bürger Deutschland
Die Partei Demokratische Bürger Deutschland (DBD) war eine 2016 gegründete deutsche Kleinstpartei. Sie bezeichnete sich selbst als Partei der bürgerlichen Mitte. 2019 löste sich die DBD auf und schloss sich der Familien-Partei Deutschlands an.

## Geschichte

### Gründung
Die Partei wurde am 20. Februar 2016 im Steigenberger Hotel in Dortmund auf Initiative des Dortmunder Polizeibeamten Ralf Piekenbrock gegründet. Piekenbrock fasste den Entschluss zur Gründung der Partei kurz nach den Silvester-Übergriffen von Köln, da er „absolute Ignoranz der Politiker“ sah. Vom ungewollten Beifall aus der Ecke der Alternative für Deutschland (AfD) und der rechtsextremen Die Rechte distanzierte er sich, weil „rassistisches Gedankengut … genau der falsche Weg“ sei, und betonte, dass man ein politisches Vakuum nicht den Radikalen überlassen dürfe.
Nach der Gründung befand sich der Parteisitz zunächst in Dortmund und später in Lünen. Laut Satzung ist es das Ziel der Partei, die Bürgerrechte und den demokratischen Rechts- und Sozialstaat zu verteidigen, sich am Aufbau einer vom sozialen Geist getragenen freiheitlichen Gesellschaftsordnung mitzubeteiligen, die jedem die Möglichkeit zur gesellschaftlichen Teilhabe und zur freien Entfaltung bietet sowie die Verantwortung für die Umwelt und nachfolgende Generationen zu übernimmt.

### Fusionsgespräche mit der ALFA
Schon kurz nach der Parteigründung suchte die Partei Allianz für Fortschritt und Aufbruch (ALFA; seit November 2016 Liberal-Konservative Reformer) Fusionsgespräche mit der DBD. Ralf Piekenbrock gab im Juni 2016 auf der DBD-Website bekannt, dass wegen eines diesbezüglichen Treffens der stellvertretende ALFA-Vorsitzende Bernd Kölmel anreiste und Piekenbrock selbst mit dem ALFA-Vorsitzenden Bernd Lucke telefoniert habe. Nach Gesprächen mit aktiven und ehemaligen ALFA-Mitgliedern sei man dann zur Einschätzung gekommen, dass „sich die ALFA weder thematisch noch personell wirklich von der AfD getrennt“ habe. Eine Kooperation mit einer in sich uneinigen Partei wie der ALFA sei zudem unmöglich.

### Fusion mit der Familien-Partei
Ab Anfang 2018 führte die DBD mit der Familien-Partei Deutschlands Gespräche über einen möglichen Zusammenschluss. Mitte 2018 ließen Familien-Partei und DBD gegenseitig Doppelmitgliedschaften zu. Am 1. Juni 2019 löste sich die DBD auf und schloss sich der Familien-Partei an. Der DBD-Vorsitzende Piekenbrock wurde Generalsekretär der Familien-Partei.

## Landesverbände

### Saarland
Im September 2016 wurde auf Initiative des Schauspielers und Moderators Peter Bond (bürgerlich Piotr Kielbassa) in Püttlingen der Landesverband Saar gegründet. Die DBD trat erstmals bei den Landtagswahlen 2017 im Saarland an. Sie erreichte mit 539 Stimmen einen Stimmenanteil von 0,1 %. Spitzenkandidat der Landesliste ist der Landesverbandsvorsitzende der DBD Saar Hans Peter Pflug, der zugleich stellvertretender Bundesvorsitzender war.

### Nordrhein-Westfalen
Die Teilnahme an der Landtagswahl in Nordrhein-Westfalen war von Beginn an geplant. Bei dieser erhielt die Partei 4742 Stimmen und erreichte 0,06 Prozent.